# Лутеранство
Лутеранството (или лютеранството) е най-старото протестантско течение в християнството. Носи името на основателя на протестантството Мартин Лутер. С лутеранството е свързано самото възникване на понятието протестанство, тъй като именно лутераните започват да се наричат протестанти след техния протест срещу решение, възобновяващо Вормския едикт (отменен междувременно от Райхстага през 1526 г.) от мнозинството католици на народното събрание в град Шпайер през 1529 г., издаден от Карл V на 25 май 1521 г. и забраняващ лутеранското учение в Свещената Римска империя. Изповеданието следва Аугсбургската изповед на вярата от 1530, именувано на неговия основател Мартин Лутер. Лутеранската църква е класическа протестантска църква и най-голяма евангелска деноминация. Лутерански символически книги са: Аугсбургското изповедание (1530 г.), Апология на Аугсбургското изповедание (1531 г.), Големия Катехизис на М. Лутер, Малкия катехизис на М.Лутер (1529 г.), Шмалкалденските членове (1537 г.), Формулата на съгласието (1577 г.) През 1580 г. те са събрани в „Книга на съгласието“. Лутеранството е официална религия в Германия, Дания, Норвегия, Исландия, Швеция, Финландия, /Лапландия/, Фарьорските острови, Гренландия, Естония и Латвия. По-големи Лутерански църкви има в САЩ /10 000 000 членове/, Канада, Холандия, Унгария, Полша, Чехия, Словакия, Литва, Австрия, Бразилия, Русия, Беларус, Украйна, Румъния, бивша Югославия, Франция и мн.др. Лутерански църкви има в Япония, Азия, Африка и Южна Америка, а от 1994 г. мисионери от Уисконски Евангелски Лутерански синод в САЩ с участието на българи основават Българска Лутеранска църква. В страната има няколко лутерански църкви, като три в София, две във Видин, една в Пещера и една във Варна.
Лутеранството е едно от основните течения в протестантството. Мартин Лутер дефинира квинтесенцията на лутеранството така: „В сърцето ми царува това единствено учение – вярата в моя скъп господ Исус Христос, който е началото, средата и края на всички духовни и небесни мисли, които мога да имам, денем и нощем.“ Това е най-старото направление в протестантство и всички евангелски деноминации са негови разклонения. Членовете на Евангелската лутеранска църква по света са около 75 000 000.
Евангелската лутеранска църква е литургична църква. Тя запазва от католическата църква всичко, което според лутеранската теология не противоречи на Божието Слово: литургията (реда на богослужението), олтара, на който са поставени две или повече свещи, отворена Библия и напрестолен кръст, духовни псалми, химни и хорали, съпроводени от орган или пиано, изповед, одежди на пастора и др. От протестантските църкви още две са литургични: англиканската (епископалната) църква и Методистката епископална църква.
Докато православието и католицизмът учат, че човек се спасява чрез вяра, допълнена от дела и заслуги, то лутеранството учи, че нашето спасение идва единствено чрез вяра в нашия Господ Исус Христос. „И така, ние заключаваме, че човек се оправдава чрез вяра, без делата по закона.“ (Римл. 3:28)
Мотото на лутеранската църква гласи:
Solus Christus (само Христос)
Sola scriptura (само Светото писание)
Sola fide (само чрез вяра)
Sola gratia (само по благодат)
Soli Deo gloria (само на Бог да бъде славата)